# Кононов, Владимир Игоревич
Влади́мир И́горевич Ко́нонов (род. 16 февраля 1972, Ижевск) — российский биатлонист и лыжник. Двукратный призёр зимних Паралимпийских игр, чемпион мира, бронзовый призёр чемпионата мира. Заслуженный мастер спорта России среди спортсменов с поражением опорно-двигательного аппарата.

## Награды
- Медаль ордена «За заслуги перед Отечеством» II степени  (26 марта 2010) — за большой вклад в развитие физической культуры и спорта, высокие спортивные достижения на X Паралимпийских зимних играх 2010 года в городе Ванкувере (Канада)[1].
- Медаль ордена «За заслуги перед Отечеством» I степени (17 марта 2014 года) — за большой вклад в развитие физической культуры и спорта, высокие спортивные достижения на XI Паралимпийских зимних играх 2014 года в городе Сочи[2].
- Заслуженный мастер спорта России (2010).